# 西城县 (西汉)
西城县，中国古县名，在今陕西省安康市境。
《史记》称前312年，秦国取楚国汉中置汉中郡。安康市和汉滨区政府编撰的地方年鉴皆认为同时置西城县，亦指西城县为汉中郡治所，未提及史料来源。王蘧常在《秦史》中考证，汉中郡除治所南郑县外，有四个辖县，无西城县。他指出“胡三省《通鉴注》‘汉中，治西城'，不知何据”。
西汉时，西城县属汉中郡。北魏置东梁州，西城县为州治。西魏以东梁州改置金州，仍为治所。隋朝时，以金州为西城郡。隋末废除西城县。义宁二年（618年），以金川县复置。唐朝时，历属金州、安康郡、汉阴郡，为上县。宋朝时，仍属金州，为下县。元朝时废除。

## 备注
1. ↑  王蘧常. . 卷十一 郡县考. 新华书店上海发行所发行；上海市印刷三厂印刷 第1版. 上海瑞金二路272号: 上海古籍出版社: 106. Dec 2000. ISBN 7-5325-2815-4 （简体中文）.